# David Bernabéu
Bernabéu  Armengol est un nom espagnol. Le premier nom de famille, en général paternel, est Bernabéu ; le second, en général maternel, souvent omis, est Armengol.
Vicente David Bernabéu Armengol (né le 9 janvier 1975 à Valence) est un coureur cycliste espagnol.

## Biographie
David Bernabéu commence sa carrière professionnelle en 1999 au Portugal, dans l'équipe Recer-Boavista. Auteur de bons résultats en mai 2002 (7e du Tour de Castille-et-León puis 2e du Tour des Asturies), il se révèle durant l'été. Il remporte le Trophée Joaquim-Agostinho et se classe deuxième du Tour de l'Alentejo en juillet, puis cinquième du Tour du Portugal et quatrième du Tour du Poitou-Charentes en août. Il s'impose enfin au Tour du Finistère en septembre. En fin de saison, il est 72e du classement UCI.
David Bernabéu est recruté l'année suivante par l'équipe Milaneza-MSS. Il réalise un bon début de saison en terminant quatrième du Tour de l'Algarve puis deuxième du Tour de la Communauté valencienne. Il se classe ensuite sixième de Paris-Nice après avoir remporté la dernière étape, signant un doublé avec son coéquipier Fabian Jeker, deuxième. Il est également onzième du Critérium international. Un contrôle antidopage réalisé la veille de sa victoire sur Paris-Nice révèle cependant une positivité à un corticoïde et lui vaut d'être suspendu jusqu'au 26 juillet 2004.
Malgré cette suspension, Bernabéu est de retour à la compétition dès février 2004, où il se classe neuvième du Tour de l'Algarve. En été, il remporte deux des principales épreuves par étapes portugaises, le Tour du Portugal et le Trophée Joaquim-Agostinho.
En 2005, David Bernabéu rejoint la formation espagnole Communidad Valenciana. Il ne gagne pas mais finit deuxième de la Semaine catalane et participe au Tour d'Espagne 2005 dont il prend la 49e place.
David Bernabéu réalise un excellent début de saison en 2006. Il remporte le Trofeo Pollenca le Challenge de Majorque en février et se classe troisième du Tour de la Communauté valencienne et du Tour de Murcie. Ces résultats lui permettent de pointer en deuxième place de l'UCI Europe Tour en février et mars.
En juin 2006, il est l'un des quatorze coureurs de la Comunidad Valenciana cités dans l'affaire Puerto. Tous sont néanmoins blanchis par la justice espagnol le 28 juillet. Fin 2006, l'équipe disparaît. Bernabéu rejoint la formation Fuerteventura-Canarias, en compagnie de plusieurs de ses coéquipiers. Il ne gagne pas mais acquiert plusieurs places d'honneur sur des courses par étapes.
En 2008, à l'image de plusieurs autres coureurs cités dans l'affaire Puerto qui intègrent une équipe portugaise, il rejoint Barbot-Siper.

## Palmarès

### Palmarès amateur
- 1993
  - Vuelta al Besaya
- 1998
  - Tour de Tolède
  - Tour de Salamanque

### Palmarès professionnel
| - 2000 - 2e du Trophée Joaquim-Agostinho - 2002 - Tour du Finistère - Trophée Joaquim-Agostinho : - Classement général - 3e étape - 2e du Tour des Asturies - 2e du Tour de l'Alentejo - 2003 - 7e étape de Paris-Nice - 2e du Tour de la Communauté valencienne - 6e de Paris-Nice - 2004 - Classement général du Tour du Portugal - Classement général du Trophée Joaquim-Agostinho - 2005 - 2e de la Semaine catalane | - 2006 - Challenge de Majorque : - Classement général - Trofeo Pollenca - 3e du Trofeo Soller - 3e du Tour de la Communauté valencienne - 3e du Tour de Murcie - 2008 - 3e du Trophée Joaquim-Agostinho - 2009 - 2e du Tour du Portugal - 2010 - Mémorial Bruno Neves - 9e étape du Tour du Portugal (contre-la-montre) - 2e du Tour du Portugal |  |

## Résultats sur les grands tours

### Tour d'Espagne
Deux participations
- 2005 : 49e
- 2011 : 90e

## Classements mondiaux
| Année            | 2007 | 2008 | 2009 | 2010 |
| ---------------- | ---- | ---- | ---- | ---- |
| UCI America Tour |      | 370e | 291e |      |
| UCI Europe Tour  | 136e | 371e | 224e | 96e  |